# Rathbraughan
Rathbraughan is een wijk in de Ierse plaats Sligo in het graafschap County Sligo.